# Jim Beard
Pour les articles homonymes, voir Beard.
James Arthur Beard, né le 26 août 1960 à Philadelphie (Pennsylvanie) et mort le 2 mars 2024 à New York (État de New York), est un pianiste américain de jazz ainsi qu'un compositeur, arrangeur et producteur de musique. 
De 2009 à sa mort, il est le claviériste attitré de Steely Dan en tournée.

## Discographie

### Albums solos
- Song of the Sun (1990)
- Lost at the Carnival (1994)
- Truly (1997)
- Advocate (1999)
- Revolutions (2008)